# Jüchen
Jüchen är en kommun i Rhein-Kreis Neuss i Regierungsbezirk Düsseldorf i förbundslandet Nordrhein-Westfalen i Tyskland.